# Dimítrios Gákis
Dimítrios Gákis (en grec Δημήτριος Γάκης), né en 1957, est un homme politique grec.

## Biographie
Aux élections législatives grecques de janvier 2015, il est élu député au Parlement grec sur la liste de la SYRIZA dans la circonscription du Dodécanèse.